# Moriscots
Moriscots és una masia del municipi d'Olius inclosa en l'Inventari del Patrimoni Arquitectònic de Catalunya.

## Descripció
Masia de planta rectangular i teulada a dues vessants. El segle xviii, per tal de donar llum a les golfes, es construí la vessant nova de la teulada amb la serrera fora de l'eix principal i antic, i així una banda de la teulada restà més baixa que la vella i deixà una obertura, espai obert, entre les dues teulades. Està orientada nord-sud, la façana és a la cara sud, amb porta d'arc de mig punt adovellada i una galeria al damunt, també d'arc de mig punt. A l'interior, el sòl és de pedra i la part central i la de llevant, estan cobertes amb volta; la cara de ponent coberta amb bigues. Construcció: parament de carreus irregulars amb morter, les llindes de les finestres són de pedra picada.
A l'entrada, a l'esquerra, hi ha una petita capella dedicada a Santa Jacinta de Mariscotti.
Està situada a llevant de Solsona, a poca distància de la carretera C-26 (direcció Berga). Al km. 107,4 en direcció nord (42° 0′ 3″ N, 1° 32′ 39″ E / 42.00083°N,1.54417°E), puja el camí que hi mena.

## Història
La família Mariscots es compta com una de les més antigues del Solsonès. Al segle xvi, fou eixamplada la casa i es construí una capella dedicada a Santa Jacinta de Mariscotti. Pere Miró de Mariscots fou "baile" (administrador), de les quadres del Col·legi de Solsona el segle xviii, acaba el seu bienni l'any 1786.